# Richard Demaret
Richard Demaret, né le 17 avril 1977 à Lesquin (Nord), est un ancien Handballeur professionnel français. Il découvre la discipline à 15 ans lors du tournoi olympique de Barcelone, au cours duquel l'équipe nationale monte sur le podium. 
Mesurant 1,96 m pour plus de 90 kg, il quitte en 2006 le Lille Villeneuve-d'Ascq pour rejoindre le Dunkerque Handball Grand Littoral, au poste de pivot. Évoluant alors dans l'élite, ce qui lui permet de disputer régulièrement des compétitions européennes, le nordiste est toutefois arrivé sur le tard dans cet univers, en raison de résultats irréguliers. Longtemps cantonné à l'échelon inférieur avec son précédent club, Villeneuve d'Ascq, Richard Demaret étudiait en parallèle la géographie. Il a obtenu une maîtrise pour un mémoire intitulé : « Les dynamiques du handball dans le Nord – Pas-de-Calais ».